# Biesterberg
Der Biesterberg ist ein Berg in Lemgo. Er liegt im Süden Lemgos und hat eine Höhe von 218 m ü. NHN. Bis zum Jahr 1993 wurde das Gebiet als Truppenübungsgelände für britische Truppen genutzt. Der Truppenübungsplatz ist heute ein Naturschutzgebiet.

## Geschichte
Am heutigen Biesterberg bildete sich im frühen Mittelalter eine kleine Siedlung, die den Namen Bist trug (vermutlich von althochdeutsch bisut = Platz, Lichtung, Dorf). Durch die Gründung und das Wachstum Lemgos im späten 12./frühen 13. Jahrhundert fiel das Dorf wüst, es blieben nur noch die Flurnamen „Biesterberg“ (Lemgo) und „Am Biesberg“ (Brake). Die Felder auf dem Biesterberg wurden als Lehen an Bürger der Lemgoer Neustadt vergeben. Durch intensive Weidenutzung blieb der Berg weitgehend unbewaldet. In den Jahren 1883 bis 1887 wurde der Biesterberg an die Stadt übertragen und die Bürger entschädigt. Etwa 20 Hektar der Fläche fielen an die Meierei Brake, der nordwestliche Bereich mit den minderwertigen Böden wurde von der Stadt Lemgo mit einem Fichtenwald aufgeforstet. Ein großer Teil im südlichen Bereich wurde aber weiterhin als Hudewald genutzt und diente den Bürgern der Umgebung als Naherholungsgebiet.
Im Ersten Weltkrieg diente der Biesterberg dem 2. Bataillon des 67. Infanterie-Regiment als Übungsgelände. 1936 erwarb die Wehrmacht von der Stadt Lemgo die Hudeflächen am Biesterberg und nutzte diese zusammen mit den Flächen der Meierei Brake für ihre Übungen. Südwestlich des Gipfels entstanden bis 1938 zwei Hallen, in denen Fesselballons gebaut und getestet wurden, die der Feindbeobachtung dienen sollten. Nach Kriegsende wurden diese Anlagen sofort demontiert.
Ab 1953 beschlagnahmten die britischen Besatzungstruppen das Gelände am Biesterberg und richteten hier ein Panzer-Übungsgelände von fast 50 Hektar Größe ein. In den 1980er Jahren wurde das Gelände auch für die Nahkampfausbildung genutzt, ein Hubschrauberlandeplatz wurde eingerichtet, der Soldaten zwischen Biesterberg und Fliegerhorst Detmold hin- und hertransportierte. Mit dem Abzug der Briten aus Lemgo im Jahr 1993 fiel der Biesterberg zurück an den Deutschen Staat.
Für einige Jahre  war die zukünftige Nutzung des Biesterberges unklar, der Bau von Windkraftanlagen bereits genehmigt, als schließlich im Jahr 2000 der Lagenser Entomologe Hans Retzlaff auf den besonderen Wert der Flora und Fauna aufmerksam machte und damit die Umwandlung des Geländes zu einem Naturschutzgebiet einleitete. Maßgeblich beteiligt an diesem Prozess war die Lemgoer Staff-Stiftung, die im Mai 2003 etwa 20 Hektar Boden vom Landesverband Lippe erwarb.

## Naturschutzgebiet
74,44 Hektar auf dem Biesterberg sind seit 2009 als Naturschutzgebiet ausgewiesen. Die Fläche umfasst den ehemaligen Truppenübungsplatz und nach Südosten angrenzende Mischwälder. Zum Erhalt der Magerrasenflächen und Schutz vor Verbuschung werden diese extensiv durch Schafe beweidet und bei Bedarf entkusselt. Einzelne Büsche auf der Wiese und am Rand des Gebiets bieten diversen Vogelarten, darunter dem Neuntöter, den nötigen Lebensraum. Als geschützte Biotope werden Stillgewässer, Magerwiesen- und Weiden sowie Trocken- und Halbtrockenrasen aufgeführt.
Auf den Wiesen finden sich zahlreiche gefährdete Rote-Liste-Pflanzenarten, beispielsweise der Fransenenzian, der Schild-Ehrenpreis oder der Steinquendel. Bedrohte Tierarten im Naturschutzgebiet sind diverse Vogelarten, darunter auch Greifvögel, etliche Falterarten oder der Kammmolch.

### Landwehr
Am Südrand des Naturschutzgebietes verläuft das Kulturdenkmal Landwehr. Diese ehemalige Befestigungsanlage rund um Lemgo ist vermutlich bereits vor 1400 angelegt worden und bestand aus einem Graben-Wall-Graben-System. Die Wälle waren mit undurchdringlichen, dornenbesetzten Hecken bepflanzt, die ein Betreten oder Verlassen des Stadtbereichs außerhalb der beschrankten Bereiche wirkungsvoll verhinderten. Die Biologische Station Lippe bemüht sich, den ursprünglichen Zustand auf einer Länge von etwa 30 Metern wiederherzustellen.

## Stadtteil Biesterberg
Am Westhang unterhalb des Fichtenwaldes liegt der Stadtteil Biesterberg. Die Siedlung zeichnet sich durch zahlreiche Mehrgeschoss- sowie drei Hochhäuser aus. Zu Zeiten des Truppenübungsplatzes lebten hier Soldaten der Britischen Armee. Nach deren Abzug wurden die Wohnungen vornehmlich von Migranten, darunter überwiegend Russlanddeutschen, bezogen. Bedingt durch hohe Arbeitslosigkeit entwickelte sich, ähnlich wie im Detmolder Ortsteil Hakedahl, ein sozialer Brennpunkt. Zur Verbesserung der Situation wurde Ende 1999 der Stadtteiltreff Biesterberg gegründet, der im Jahr 2002 einer der Sieger des Wettbewerbs „Preis Soziale Stadt“ wurde.